# Prem Tinsulanonda
Prem Tinsulanonda (Thai: เปรม ติณสูลานนท์), född 26 augusti 1920 i Mueang Sonkhla, död 26 maj 2019, var en thailändsk officer, politiker och statsman som tjänade som Thailands premiärminister från 3 mars 1980 till 4 augusti 1988.

## Utmärkelser
- Storkorset av Isabella den katolskas orden,  1987[4]
- Kommendör med stora korset av Nordstjärneorden,  2003[5]
- Ramaorden
- Dannebrogorden
- Förbundsrepubliken Tysklands förtjänstorden - storkors
- San Martín Befriarens orden
- Storkors av Direkgunabhorn-orden
- Chula Chom Klao-orden
- Sikatunaorden
- Storkorset av Oranien-Nassauorden
- Uppgående solens orden, första klass
- Specialklass av Vita elefantens orden
- Thailändska kronorden
- Nio ädelstenars orden

[Redigera Wikidata]